# Sybra grisea
Sybra grisea là một loài bọ cánh cứng trong họ Cerambycidae.